# Elecciones presidenciales de Zaire de 1977
Las elecciones presidenciales se llevaron a cabo en Zaire el 3 de diciembre de 1977 en la forma de un referéndum para determinar la candidatura de Mobutu Sese Seko, quien fue el único candidato. La participación electoral fue inverosímilmente más alta que el número de votantes registrados, y Mobutu obtuvo una aplastante victoria con el 98.20% de los sufragios.

## Resultados
| Elección                           | Votos      | %      |
| ---------------------------------- | ---------- | ------ |
| Sí                                 | 10.693.804 | 98.20  |
| No                                 | 201.557    | 1.80   |
| Votos inválidos                    | 820        | -      |
| Total                              | 10.896.181 | 100    |
| Votantes registrados/participación | 10.694.624 | 101.88 |
| Fuente: African Elections Database |            |        |